# No Parlez
| Críticas profissionais | Críticas profissionais |
| Avaliações da crítica  | Avaliações da crítica  |
| Fonte                  | Avaliação              |
| ---------------------- | ---------------------- |
| Allmusic               | [ 1 ]                  |
| Rolling Stone (RS 407) | [ 2 ]                  |

No Parlez é um álbum solo de estreia do cantor inglês de pop rock, Paul Young, lançado em 1983 pela CBS no Reino Unido e pela Columbia nos Estados Unidos. Alcançou o topo das paradas de álbuns no Reino Unido por um total de cinco semanas não-consecutivas e se manteve no Top 100 neste mesmo país durante cento e dezenove semanas. O álbum recebeu o certificado de disco de platina triplo pela British Phonographic Industry (BPI) por vender novecentos mil cópias no Reino Unido.